# Gemlik (stad)

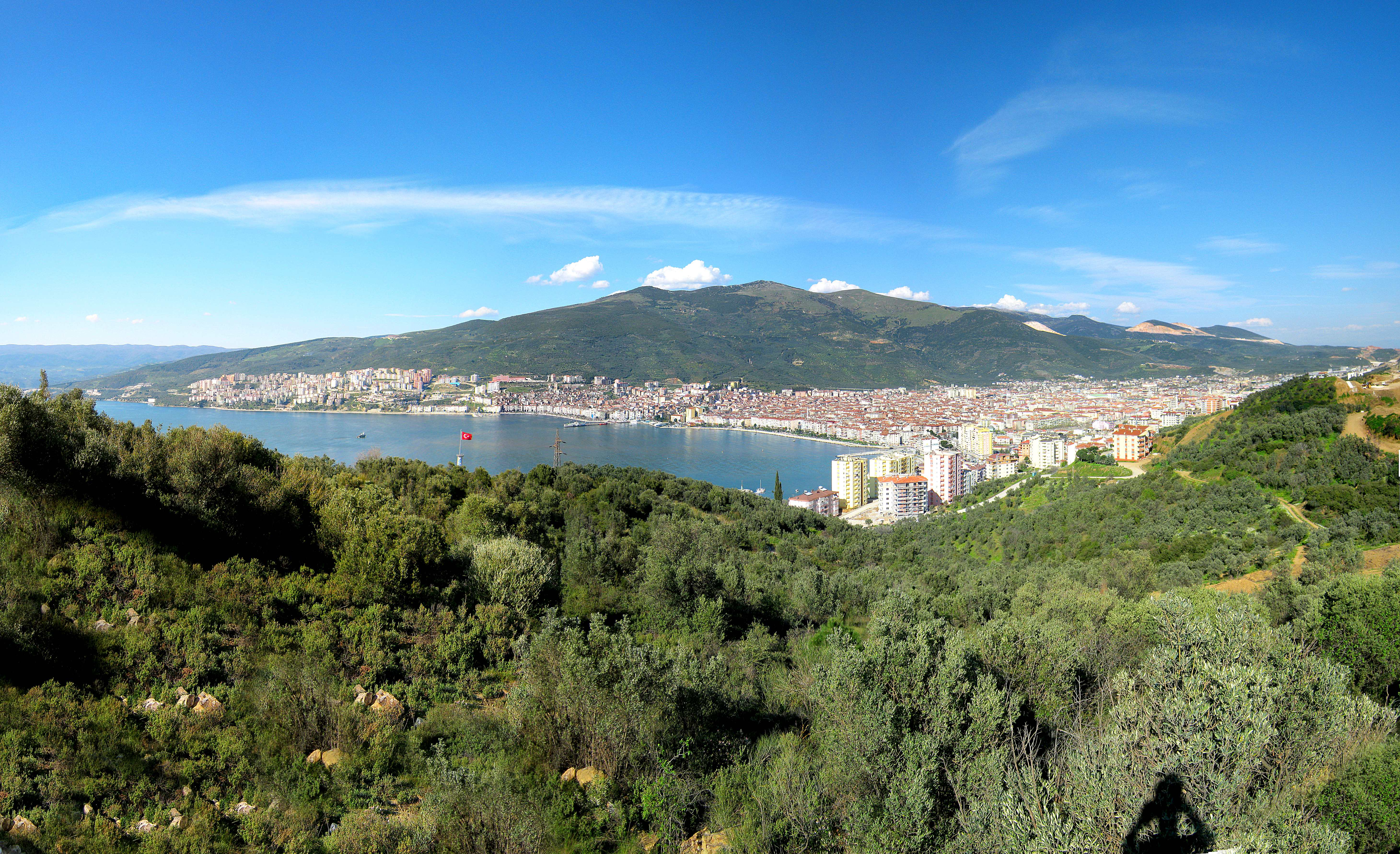
Gemlik

Gemlik is een havenplaats aan de Zee van Marmara in West-Turkije, gelegen op ongeveer 29 kilometer van de stad Bursa en niet al te ver van Istanboel. In 2004 had Gemlik ongeveer 70.000 inwoners. De haven van Gemlik is een van de belangrijkste van het land.

## Geschiedenis

### Historische Griekse stad Kios
De oude naam van Gemlik was Kios. De oude stad uit de klassieke oudheid lag wat oostelijk van de huidige stad.
Tijdens de grote volksuitwisseling van de jaren twintig van de 20e eeuw n. Chr., waarbij vele Turken uit Griekenland naar Turkije vluchtten, en veel Grieken uit Klein-Azië naar Griekenland, vestigden veel Grieken uit Kios zich in Nea Kios, oftewel Nieuw Kios, dat dicht bij Nauplion ligt.

### Historische namen van de stad
Behalve de moderne Turkse naam Gemlik en de Griekse naam Kios, heeft de stad door de millennia heen ook andere namen gehad, zoals Ceus, Gio en Prusa.

## Bezienswaardigheden in en rondom Gemlik
- Zee van Marmara (Boottochten)

## Geboren
- Nezihe Meriç (1925-2009), schrijfster en uitgeefster